# Tíz pikométeres nagyságrend
Ez a lap a különböző nagyságrendek összehasonlítását segíti elő, a 10 pikométer és a 100 pikométer (10−11–10−10 méter) közötti hosszúságokat (szélességeket, magasságokat, mélységeket, átmérőket, távolságokat) sorolja fel. Az összes nagyságrendet átfogó lista a Nagyságrendek listája (hosszúság) szócikkben található meg.

## Értékek
- 25 pm – a hidrogénatom sugara
- 31 pm – a héliumatom sugara